# Батман се завръща
„Батман се завръща“ (на английски: Batman Returns) е американски филм за супергерои от 1992 г., режисиран от Тим Бъртън. Базиран на героя Батман, създаден от Ди Си Комикс, филмът е продължение на лентата от 1989 г., „Батман“, и отново включва участието на Майкъл Кийтън. „Батман се завръща“ разказва историята на корумпиран бизнесмен (Кристофър Уокън) и гротесков Пингвин (Дани Де Вито), които планират да поемат контрола над Готъм. В същото време Батман трябва да се справи с появата на Жената-котка (Мишел Пфайфър). Първоначално Бъртън няма желание да режисира продължението, поради смесените емоции от предишния филм. Даниъл Уотърс предава сценарий, който се харесва на Бъртън. Уесли Стрик пренаписва некридитирано сценария, премахвайки персонажите Харви Дент и Робин, и променяйки кулминационната точка. Снимките започват в Бърбанк, Калифорния през юни 1991 г. „Батман се завръща“ постига финансов и критически успех, но предизвиква ожесточени спорове от страна на родителите.

## Актьорски състав
- Майкъл Кийтън – Брус Уейн / Батман
- Дани Де Вито – Осуалд Кобълпот / Пингвина
- Мишел Пфайфър – Селина Кайл / Жената-котка